# L'Auberge rouge (1951)
L'Auberge rouge is een Franse film van Claude Autant-Lara die werd uitgebracht in 1951.
De film is geïnspireerd door een 'waargebeurd' verhaal dat zich in de 19e eeuw heeft afgespeeld in de 'auberge de Peyrebeille'. Deze herberg, beter bekend onder de naam 'auberge rouge', is gelegen in het gehucht Peyrebeille, op enkele kilometers van het dorpje Lanarce in de Ardèche. De plaats zou het toneel geweest zijn van een aantal moorden die het herbergierskoppel pleegde op hun klanten-reizigers met de bedoeling hun bezittingen te roven.

## Samenvatting
1833, Marie en Pierre Martin baten een herberg uit in het afgelegen gehucht Peyrebeille, dat halvelings verstopt ligt in de hoge heuvels van de Ardèche. Het koppel heeft de lugubere gewoonte om hun klanten, heel dikwijls verdwaalde reizigers, in hun slaap te vermoorden en hun bezittingen te stelen. 
Op een koude winteravond houdt een diligence halt aan de herberg. De reizigers zijn vermoeid en besluiten de nacht in de herberg door te brengen. Marie en Pierre zien de kans schoon om zich flink te verrijken want de klanten zien er allen begoed uit. 
Een beetje later kloppen ook een monnik en een novice aan de herberg aan. De aanwezigheid van de monnik dwarsboomt de plannen van Marie en Pierre want Marie heeft gewetensproblemen met het ombrengen van een geestelijke. Ze voelt ook de nood om hem alles op te biechten. Met stijgend afgrijzen verneemt die dat zij en haar man al 103 moorden op hun geweten hebben. Alhoewel hij zich aan zijn biechtgeheim moet houden zal hij alles in het werk stellen om de hotelgasten te redden.

## Rolverdeling
| Acteur               | Personage                                      |
| -------------------- | ---------------------------------------------- |
| Fernandel            | de monnik                                      |
| Françoise Rosay      | Marie Martin, de vrouw van de herbergier       |
| Julien Carette       | Pierre Martin, de herbergier van Peyrebeille   |
| Marie-Claire Olivia  | Mathilde Martin, de dochter van de herbergiers |
| Jacques Charon       | Rodolphe, een reiziger                         |
| Nane Germon          | juffrouw Élisa                                 |
| Andrée Vialla        | de markiezin Caroline de La Roche de Glun      |
| Didier d'Yd          | Jeannou, de novice                             |
| Lud Germain          | Fétiche, de zwarte knecht van de herbergiers   |
| Grégoire Aslan       | Barbeuf, een reiziger                          |
| Jean-Roger Caussimon | Darwin, een reiziger                           |